# Asociación Deportiva Atenas
L'Asociación Deportiva Atenas, comunemente conosciuta come Atenas de Córdoba, è una società polisportiva con sede a Córdoba, in Argentina. Istituzione sportiva dell'Argentina che offre diverse discipline, distinguendosi soprattutto nella pallacanestro. Comprende anche attività come scacchi, bocce, ginnastica, judo, nuoto e pallavolo. La pallacanestro è lo sport in cui si è maggiormente distinto nel corso della sua storia, al punto che ha disputato la grande maggioranza delle stagioni della Liga Nacional de Básquet, con l’eccezione della stagione 2023-2024, a causa della retrocessione nella La Liga Argentina de Básquet.
Essendo la squadra più vincente nella storia della competizione, con nove titoli conquistati sin dalla sua prima partecipazione nel 1985, e vantando anche vari trofei internazionali, tra cui due Campeonato Sudamericano, un Campeonato Panamericano e tre Liga Sudamericana, l'Atenas è considerato uno dei cosiddetti "grandi" della Liga Nacional de Básquet.
La sede sociale si trova in via Alejandro Aguado 775, nel quartiere General Bustos della città di Córdoba. Il palazzetto utilizzato è il Polideportivo Carlos Cerutti, una struttura municipale situata nel quartiere San Martín, con una capienza di 3.730 spettatori.
Fondata il 17 aprile 1938, la polisportiva è attiva nei seguenti sport: atletica, automobilismo, bocce, ciclismo, ginnastica ritmica, nuoto, pallacanestro, pallamano, pallavolo, pattinaggio, scacchi e tennistavolo.

## Storia
L'Atenas fu fondato il 17 aprile 1938, quando 15 dirigenti riorganizzarono il New Tennis Club, un’istituzione che era attiva dal 1934. Il nome fu scelto sia per ricordare la città di Atene, la capitale della Grecia che organizzò i primi Giochi Olimpici dell’era moderna, sia per evocare un vecchio club del quartiere di Alta Córdoba della capitale cordobese .
I soci fondatori furono: Ramón Baigorria, Carlos Braconi, Luis Bussi, Juan Colavino, Antonio Jesús García, José Ghelli, Agustín Giannatonio, Juan Guerra, Victorino Izaza, Carlos Marochi, Bruno Magris, Remo Mazzieri, Miguel Puga, Juan Romagnoli e Urbano Sánchez.
La prima commissione direttiva fu costituita il 26 giugno 1938, con i seguenti membri:
- Presidente Onorario: Urbano Bussi
- Presidente: Urbano Sánchez
- Vicepresidente: Juan Romagnoli
- Segretario: Remo Mazzieri
- Vicesegretario: Luis Bussi
- Tesoriere: Rómulo Mazzieri
- Vice-tesoriere: Juan Colavino
- Consiglieri effettivi: Antonio J. García, José Ghelli e Bruno Magris
- Consiglieri supplenti: Carlos Marochi, Mario Conci
- Revisori dei conti: Carlos Braconi, Emilio Berretta e Cesáreo Carranza

L’11 maggio 1945, con il decreto n. 15.062 del Potere Esecutivo della Provincia di Córdoba, il club ottenne la personalità giuridica.
Nei primi anni di attività, il club organizzò un coro e attività teatrali, esposizioni di pittura, conferenze accademiche, oltre a offrire una biblioteca per bambini e feste danzanti organizzate dalla Commissione delle Donne, dando così all’istituzione una marcata impronta sociale e familiare. Le strutture del club furono inoltre messe a disposizione in modo permanente alle scuole della zona, affinché potessero svolgervi attività fisica e festival scolastici, durante i quali si premiavano i migliori studenti del quartiere. L'Atenas ebbe perfino un programma radiofonico, “Sábados de Atenas”, che iniziava e terminava con la “Marcia di Atenas”, composta dal sig. Antonio D’Elia.
In quel periodo si promosse anche la “Campagna pro-grembiuli bianchi” in collaborazione con il quotidiano La Voz del Interior.

### Pallacanestro: primi anni e fondazione della Liga Nacional
Nel 1943,l' Atenas ottenne la promozione in prima divisione dell’Asociación Cordobesa de Básquetbol, e nel 1948 vinse il campionato con una squadra composta da: Juan Aird, Alberto Andrizzi, Jorge Asrín, Pedro Bustos, Raúl Carrión, Miguel Correa, Italo Giannone, Aarón Glastein, Juan Peñalosa, Alejandro Romero, Raúl Vallejos e Julio Viñas. L’allenatore era Juan Romagnoli.
Da quell’anno iniziò una straordinaria serie di successi, che portò l'Atenas a vincere nove titoli tra il 1948 e il 1957. I titoli arrivarono nei seguenti anni: 1949, 1950, 1951, 1952, e poi ancora 1954, 1955, 1956, 1957 e 1959.

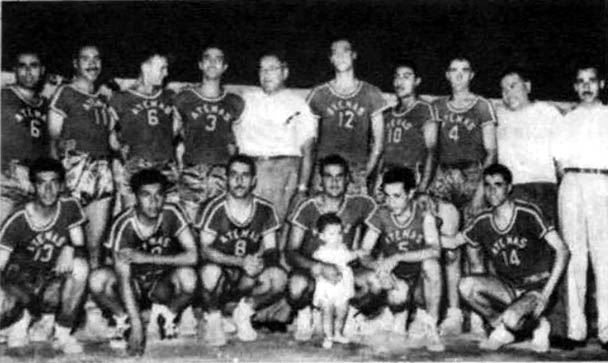
La squadra dell'Atenas nel 1957.

Tra i giocatori più rappresentativi di quel periodo ci furono Pedro Bustos (che fu parte della nazionale argentina che vinse il primo Campionato Mondiale di Pallacanestro nel 1950), Jorge Martínez e Alejandro Romero.
Negli anni '60, nacque una rivalità con il General Paz Juniors, altra squadra della città di Córdoba. L'Atenas vinse nuovamente i titoli nel 1969 e 1974. In seguito, si laureò campione nel 1981 e nel 1983, e in quest’ultimo anno fu vicecampione provinciale, risultato che gli permise di qualificarsi al Campeonato Argentino de Clubes.
L'Atenas fu uno dei club fondatori della Liga Nacional, creata su proposta di León Najnudel. Al momento della proposta, l' Atenas era già una realtà consolidata nel basket argentino. L’idea di Najnudel prevedeva l’inclusione, nella nuova massima divisione, di squadre provenienti dalle province di Buenos Aires, Santa Fe e Córdoba.
Nel Campeonato Argentino de Clubes del 1984, l'ultima edizione della competizione prima della nascita della Liga Nacional, l'Atenas concluse al quarto posto, con 11 vittorie e 10 sconfitte.

### Inizi della Liga Nacional, decennio 1980

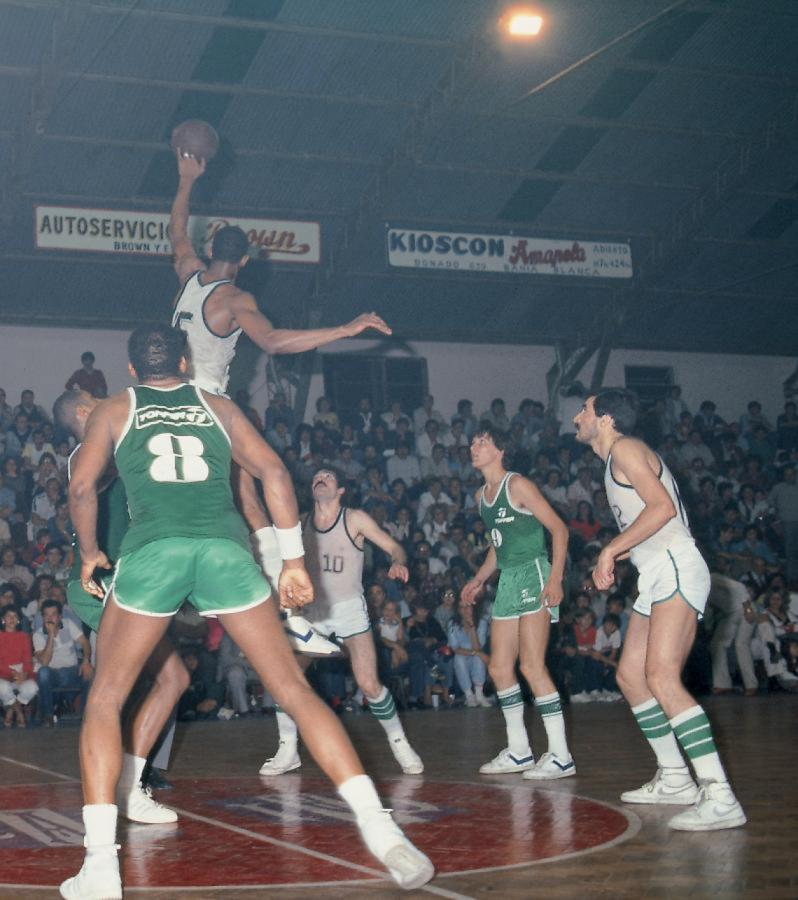
La palla a due dell'esordio dell'Atenas nella Liga Nacional.

L' Atenas prese parte alla Liga Nacional fin dalla sua stagione inaugurale nel 1985. Debuttò nella prima edizione del torneo con una sconfitta per 82 a 90 contro il Pacífico di Bahía Blanca in trasferta.
La squadra era composta da Marcelo Milanesio, Fernando Prato, Medardo Ligorria, Isaac Scott, Donald Jones, Sergio Dómene, Gastón Blasi, Roberto Costa e Mario Milanesio, con Walter Garrone come allenatore.
Nella prima stagione della lega, l'Atenas raggiunse le finali per il titolo, dove affrontò il Ferro Carril Oeste di Buenos Aires in una serie giocata al meglio delle tre partite. Il primo incontro si giocò il 13 dicembre a Córdoba, nello Stadio Corazón de María, e l' Atenas vinse per 73-72. Il secondo match fu il 20 dicembre allo Stadio Héctor Etchart di Buenos Aires, e il Ferro pareggiò la serie vincendo 77 a 71. La partita decisiva si disputò il 22 dicembre, ancora a Buenos Aires, ed il Ferro Carril Oeste si impose per 95 a 86, conquistando il titolo e lasciando l'Atenas con il secondo posto finale.
Nella seconda stagione della Liga Nacional, nel 1986, l' Atenas terminò al terzo posto la stagione regolare accedendo ai play-off dove raggiunse le semifinali.

#### Primo titolo nazionale
Nella stagione 1987 della Liga Nacional, la terza a cui prendeva parte la squadra, l' Atenas conquistò il suo primo titolo nazionale.
Il roster campione era formato da: Marcelo Milanesio, Héctor Campana, Germán Filloy, Ted Taylor, Donald Jones, Carlos Cerutti, Mario Milanesio, allenati ancora da Walter Garrone.

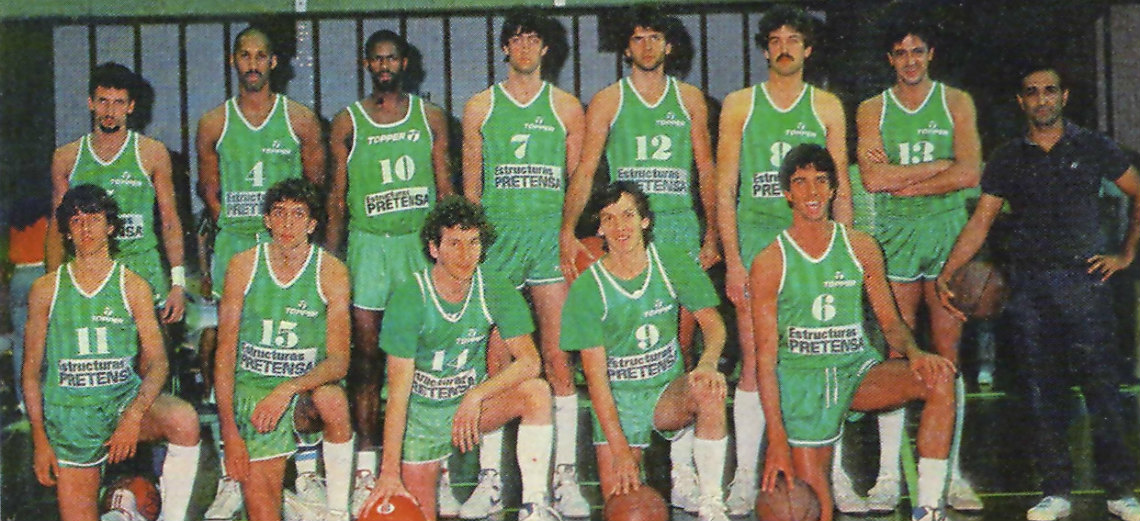
La squadra che conquistò il primo titolo nella Liga Nacional.

La squadra raggiunse le finali dove affrontò di nuovo il Ferro Carril Oeste, campione in carica, in una ripetizione della serie delle finali 1985. I primi due incontri si giocarono nel Gimnasio del Corazón de María, a Córdoba, con l'Atenas che li vinse entrambi, 98-95 e 89-82. La serie si trasferì poi a Buenos Aires, dove il Ferro riuscì a vincere la terza gara per 93-80, ma il quarto incontro fu vinto dal' Atenas con il risultato di 93-80, chiudendo così la serie per 3 a 1 e ottenendo il primo titolo della sua storia nella Liga Nacional.
"Ricordo che quella sera, dopo la partita, piovigginava un po’. Dopo cena ero seduto sul marciapiede dell’hotel a guardare i nostri festeggiamenti, e avevo accanto Marcelo (Milanesio), che continuava a ripetermi: 'Walter, questo è storico'. E sicuramente lo fu. Guarda un po’, sono già passati 30 anni e lo si ricorda ancora." — Walter Garrone, allenatore di quella squadra.
Con quel titolo, Atenas si qualificò al Campeonato Sudamericano de Clubes 1988, disputato a Caracas, Venezuela, dove terminò la competizione al secondo posto, classificandosi come vicecampione continentale.

#### Secondo titolo nazionale
Nella stagione 1988, Atenas registrò 30 vittorie e 8 sconfitte nella stagione regolare della Liga Nacional.
In semifinale affrontò il Pacífico di Bahía Blanca in una serie molto più complicata del previsto, a causa degli infortuni di due giocatori chiave: Héctor “Pichi” Campana e Germán Filloy. Ciò diede spazio a due giovani promettenti, Diego Osella e Carlos Cerutti; questi nonostante le difficoltà e l'inesperienza trascinarono la squadra e l'Atenas vinse la serie 3 a 2.

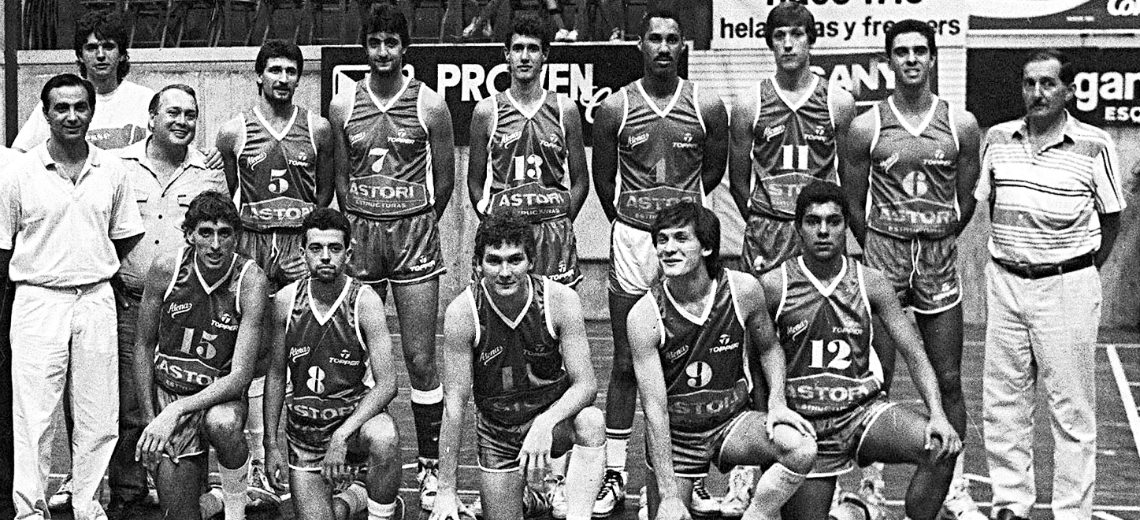
La squadra campione d'argentina nel 1988.

In finale affrontò River Plate e vinse la serie in tre partite: il 13 e 15 dicembre, a Córdoba, l'Atenas si impose 93-82 e 85-83; mentre il 18 dicembre, a Buenos Aires, il club griego si aggiudicò anche la terza partita per 95 a 87, conquistando così il secondo titolo nazionale consecutivo.
Anche in questo caso, partecipò al Campeonato Sudamericano de Clubes 1989 in quanto campione argentino. In quell’edizione, disputata ad Asunción, Paraguay, l'Atenas si classificò al quarto posto finale.

#### Finale della stagione 1989
Nella stagione 1989, l'Atenas raggiunse per la terza stagione successiva la serie finale della Liga Nacional, ancora una volta contro il Ferro Carril Oeste di Buenos Aires. Questa fu la prima finale nella storia della Liga Nacional a raggiungere la decisiva gara cinque. I primi due incontri, il 20 e 22 ottobre, si disputarono a Buenos Aires e videro il Ferro Carril Oeste vincere entrambi le sfida, 74-71 e 89-76. Le successive due partite, il 27 e 29 ottobre, si giocarono invece a Córdoba, con l'Atenas che riuscì a pareggiare la serie sul 2-2, grazie alle due vittorie per 114 a 90 e 93 a 85. Nel quinto e decisivo incontro, disputato il 1º novembre, però il Ferro Carril Oeste riuscì ad imporsi per 91-83, conquistando così il titolo nazionale.

### Il decennio d’oro degli anni ’90

#### Terzo titolo nazionale e morte di Carlos Cerutti
Nella stagione 1990 si disputò un torneo di transizione che durò meno del solito, poiché si stava passando da un formato di stagione annuale giocata d’inverno a uno in cui la stagione si sarebbe svolta d’estate. La squadra era formata dalla base di giocatori che avevano perso la finale precedente, ad eccezione di Mario Milanesio e Donald Jones, che lasciarono il club. In compenso, si unirono Germán Filloy, Thomas Jordan e Kenneard Winchester. In quella stagione l'Atenas affrontò tutti gli avversari con partite di andata e ritorno e, con un bilancio di 20 vittorie e 6 sconfitte, si classificò tra le prime sei squadre, accedendo così ai quarti di finale.

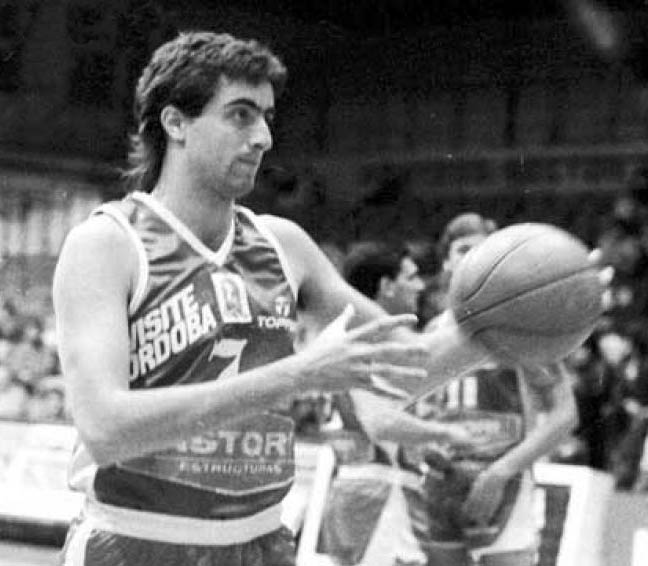
Carlos Cerutti, giocatore dell'Atenas, scomparso prematuramente nel 1990.

Prima dell’inizio dei playoff, Carlos Cerutti, giocatore della prima squadra e della Nazionale argentina, subì un incidente che lo costrinse a fermarsi. “Palito” Cerutti, che all’epoca aveva 21 anni, stava viaggiando verso Morteros quando il suo veicolo impattò contro un guardrail. Fu ricoverato d’urgenza, ma morì poco dopo. Per questo motivo, nei quarti di finale la squadra affrontò l'Ol. Bahía Blanca senza una delle sue principali figure. Giocò i primi due incontri davanti al pubblico amico, vincendo 104-94 e 92-87, ma prima della terza partita si verificò la morte di Cerutti. Dopo il funerale, l' Atenas viaggiò a Bahía Blanca, dove perse entrambe le partite successive, per poi tornare a Córdoba e vincere la quinta e decisiva gara, chiudendo la serie 3-2.
In semifinale superò l'Est. Bahía Blanca con un netto 3 a 0, arrivando così alla sua quarta finale in cinque stagioni. L’avversario fu il S.C. Cañadense, che Atenas sconfisse nella serie finale al meglio di cinque partite con un netto 3-0, ribaltando la condizione di svantaggio iniziale poiché i primi due incontri si disputarono in trasferta. Nella provincia di Santa Fe vinse l’andata, il 25 maggio, per 89-72, e la gara successiva il 27 maggio per 72-59. Infine, il 1º giugno a Córdoba, chiuse la serie con un 78-72.
La squadra campione era composta da Marcelo Milanesio, Carlos Cerutti, Diego Osella, Kennard Winchester, Luis “Chuzo” González, Thomas Jordan, Horacio Borghese, Augusto Bussi, Mario Laverdino, Marcos Nóbile, Germán Baralle, Gustavo Roque Fernández, Horacio Acastello e Germán Filloy. L’allenatore era Walter Garrone.

#### Quarto titolo nazionale
Nella stagione 1991-92 partecipò soltanto alla Liga Nacional. In quell’edizione raggiunse la finale, dove affrontò il GEPU San Luis, che l’aveva eliminata nelle semifinali della stagione precedente. La serie al meglio delle sette partite vide l'Atenas con il vantaggio del campo: vinse i primi due incontri, 88-84 il 12 maggio e 101-94 il 14 maggio. Il 19 maggio, a San Luis, l'Atenas vinse la terza gara per 87 a 85, mentre due giorni dopo il GEPU accorciò le distanze vincendo 104-80. Il quinto incontro, a Córdoba, vide nuovamente prevalere l'Atenas per 97-89, che così si laureò campione nazionale per la quarta volta.

#### Campione sudamericano dei club
La vittoria della Liga Nacional 1991-92 permise alla squadra di partecipare nella stagione 1992-93 alla prima edizione del Campeonato Panamericano de Clubes, che si disputò a Quito e nel quale il club concluse al secondo posto. Sempre nel 1993 partecipò anche al Campeonato Sudamericano de Clubes, che venne organizzato direttamente dal club e che vinse sconfiggendo in finale la squadra brasiliana del Franca per 76-73. A livello nazionale la squadra arrivò ancora una volta in finale e affrontò nuovamente il GEPU San Luis, questa volta però la vittoria fu della squadra di San Luis, che conquistò la serie per 4-2.

#### Inizio dell’era Rubén Magnano
Nella stagione 1993-94 la squadra ebbe un rendimento deludente nella Liga Nacional e, per questo motivo, Walter Garrone lasciò il club dopo 24 anni, durante i quali conquistò tre titoli nazionali e uno sudamericano. In quel campionato Rubén Magnano prese il comando tecnico in maniera definitiva. La squadra chiuse la stagione al quarto posto dopo essere stata eliminata in semifinale. Nel 1994 partecipò al Campeonato Sudamericano de Clubes, disputato a Lima, in Perù, dove conquistò per la seconda edizione consecutiva il titolo continentale battendo in finale i connazionali dell'Ol. Venado Tuerto con il risultato di 77-70.

#### Nuovi titoli internazionali, prima Liga Sudamericana
L'Atenas iniziò la stagione 1996-1997 disputando la Liga Nacional, il Campeonato Panamericano de Clubes e partecipando per la prima volta alla Liga Sudamericana. Nella Liga Nacional terminò quarta, dopo essere stata eliminata nelle semifinali per il titolo. Ottenne un bilancio di 35 vittorie e 17 sconfitte.
Nel primo torneo internazionale della stagione, il Campeonato Panamericano de Clubes, disputato nel settembre del 1996 a Franca, in Brasile. L'Atenas riuscì a conquistare per la prima volta anche questo titolo dopo aver battuto i padroni di casa del Franca per 81-78.
«È una gioia immensa vincere un torneo che ci era sfuggito due volte. Mai avrei immaginato un’accoglienza del genere. Questo titolo conferma la morale di questo gruppo, perché abbiamo iniziato male il torneo ma ci siamo ripresi. Abbiamo sempre avuto fede», dichiarò Marcelo Milanesio, giocatore dell'Atenas nel 1996.
Per quanto riguarda la Liga Sudamericana, il torneo si disputò nel primo semestre del 1997. Il 18 febbraio l'Atenas esordì in Colombia contro i Piratas de Bogotá, che sconfisse per 77 a 57. Fece parte anche di un girone con i brasiliani del Corinthians di Santa Cruz do Sul e con i peruviani del Deportivo Sipesa. Dopo aver vinto tutte le partite, sia in casa che in trasferta, l'Atenas si qualificò ai quarti di finale, dove affrontò e sconfisse Los Paisas della Colombia in una serie al meglio delle tre partite, chiusa in due incontri: vinse in Colombia per 85-62 e poi a Córdoba per 103-71.
In semifinale si trovò di fronte l'Ol. Venado Tuerto. La prima gara, a Venado Tuerto, fu vinta dalla squadra locale 59-49, ma l'Atenas ribaltò la serie a Córdoba, vincendo 87-52 e poi 74-67, accedendo così alla finale alla sua prima partecipazione alla coppa. In finale affrontò il Corinthians Paulista in una serie al meglio di tre. Il primo incontro, in Brasile, fu vinto dai padroni di casa per 85-82, ma a Córdoba l'Atenas si impose nelle due successive partite per 97-90 e 98-88, conquistando il suo primo titolo in questa competizione.

#### La massima vetrina mondiale: l’Open McDonald’s
Nella stagione 1997-1998 la squadra prese parte alla Liga Nacional, alla Liga Sudamericana, al Campeonato Panamericano de Clubes e, in qualità di campione sudamericano, fu invitata al massimo torneo mondiale per club: il McDonald's Open.
Nel mese di ottobre, la squadra viaggiò a Parigi, in Francia, per partecipare al McDonald's Open 1997. La delegazione era composta da Marcelo Milanesio, Héctor Campana, Steven Edwards, Diego Osella, Fabricio Oberto, Steve Richs, Leandro Palladino, Bruno Lábaque, Gabriel Riofrío e Andrés Pelussi, con Rubén Magnano come allenatore. Il primo incontro si disputò il 16 ottobre, nel turno preliminare alle semifinali, e Atenas sconfisse la Benetton Treviso per 87-78, con Héctor Campana autore di 23 punti.
In semifinale affrontò l’Olympiacos, campione europeo. Nonostante fosse sotto di 14 punti, l'Atenas si riprese e arrivò a passare in vantaggio a 24 secondi dalla fine. Tuttavia, a 9,6 secondi dal termine, il lituano Artūras Karnišovas segnò un tiro da tre punti che ribaltò il punteggio, e Atenas perse per 89 a 86. La squadra argentina chiuse comunque il torneo con una vittoria per il terzo posto, superando i padroni di casa del PSG Racing per 88-78, conquistando così la medaglia di bronzo della competizione.

#### L'Atenas bicampione sudamericano
Dopo l’esperienza mondiale, l' Atenas tornò in patria per proseguire la Liga Nacional. Dopo aver chiuso la prima fase del campionato al secondo posto, iniziò il nuovo anno con due competizioni: la Liga e la Liga Sudamericana. Nella competizione continentale venne inserita nel Gruppo A dove affrontò il Deportivo San José (Paraguay), l' Univ. de Concepcion (Cile) e Aguada (Uruguay). Il girone prevedeva partite di andata e ritorno, e l'Atenas vinse tutte le sei partite. A livello nazionale concluse la stagione regolare come la miglior squadra in classifica.
Nei quarti di finale della Liga Sudamericana affrontò il Cordón (Uruguay): il 31 marzo vinse in trasferta per 90-78 e il 6 aprile, a Córdoba, chiuse la serie con un 80-70. Intanto, nella Liga Nacional, iniziò i playoff contro l'Ol. Venado Tuerto, perdendo il primo incontro in casa 110-106 dopo due tempi supplementari. Due giorni dopo pareggiò vincendo 102-100. Il 15 aprile, sempre in casa, l'Atenas affrontò il Boca Juniors per l'andata delle semifinali della competizione sudamericana, vincendo 77-71. Proseguì quindi la serie contro l' Olimpia in trasferta: il 17 aprile perse 98-88, ma il 19 vinse 83-74, forzando una quinta e decisiva gara. Il 21 aprile, sempre contro il Boca, perse 59-76, ma il giorno successivo vinse 69-59, ottenendo così la qualificazione per la finale internazionale per il secondo anno consecutivo. Il 24 aprile vinse anche la decisiva gara cinque contro l'Ol. Venado Tuerto per 91 a 85, avanzando in semifinale.
In semifinale della Liga Nacional affrontò l'Est. Bahía Blanca, vincendo le prime due gare a Córdoba (116-98 e 103-87) e poi, il 31 aprile, chiudendo la serie a Bahía Blanca con un 92 a 87. Si qualificò così per la nona finale della sua storia.
Le finali della Liga Sudamericana cominciarono il 6 maggio a Córdoba contro il Franca: l'Atenas vinse il primo incontro per 68 a 62. Il 12 maggio, in Brasile, la partita iniziò con l'Atenas in svantaggio di 12 punti. Grazie a Steve Edwards, la squadra recuperò e chiuse il primo tempo sotto solo di 2 punti (42-44). Il terzo quarto finì in parità (55-55). Nel quarto decisivo, Fabricio Oberto segnò 13 punti, portando avanti l'Atenas per 73 a 69. Ma a 1 minuto e 50 secondi dal termine, due triple brasiliane ribaltarono il punteggio (74-73). Allora Marcelo Milanesio servì Edwards, che segnò una tripla a 2 secondi dalla fine, consegnando il secondo titolo sudamericano consecutivo all'Atenas.
Con il titolo in tasca, Atenas affrontò la finale della Liga Nacional contro il Boca Juniors. Avendo avuto il miglior record stagionale, iniziò la serie in casa: il 17 maggio vinse 89-87, poi 103-88 il 19. A Buenos Aires, vinse 96-87 e infine, il 23 maggio, chiuse la serie 4-0 con un netto 111-90, diventando la prima squadra a vincere una finale nazionale con un secco 4-0. Con questo trionfo, l'Atenas vinse il quinto titolo nazionale e si aggiudicò anche il possesso permanente dellaCopa Challenger, il trofeo in palio dalla nascita della Liga, avendo conquistato cinque edizioni della lega..
«È una gioia enorme vincere l’ultimo incontro con la maglia dell'Atenas. Mai avrei immaginato una chiusura del genere. Sono anche soddisfatto della mia prestazione, la mia miglior partita in termini di punti. Si vede quando dietro hai una squadra come questa, con giocatori come Pichi, Marcelo e Diego Osella, che ti correggono e ti supportano. Mi mancheranno molto, così come chi ci ha sostenuto da fuori.» — Fabricio Oberto

#### Atenas International Tournament e ultima stagione di Rubén Magnano

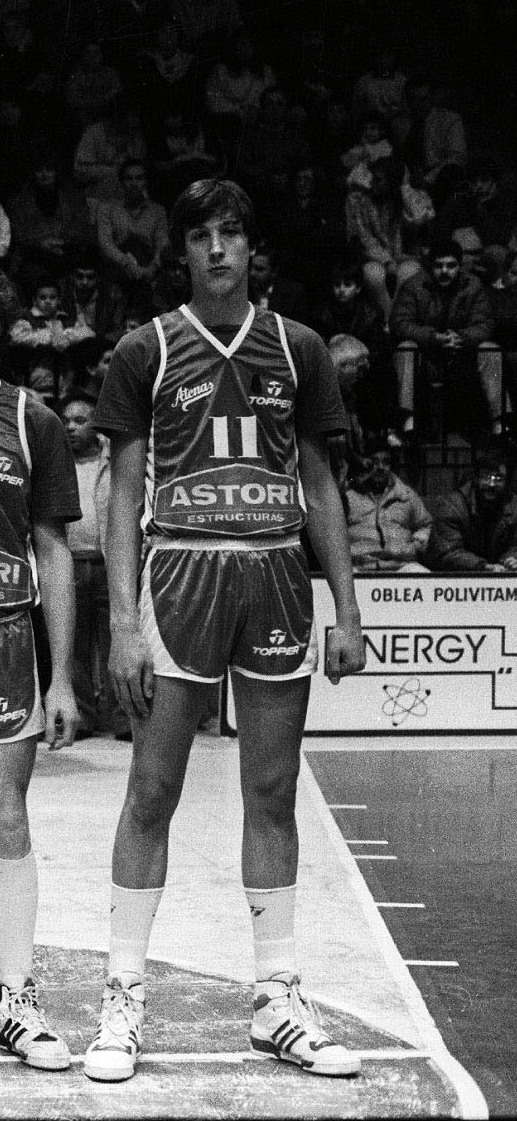
Diego Osella, MVP delle finali del 1999

Nella stagione 1998-1999, con Rubén Magnano ancora alla guida, la squadra contava su un roster fortissimo: Héctor Campana, Bruno Lábaque, Marcelo Milanesio, Diego Osella, Leonardo Gutiérrez, Steve Edwards, Leandro Palladino, il cileno Patricio Briones e gli americani Benoit Benjamin, Anthony Farmer e Stacey King (quest’ultimo in sostituzione di Fabricio Oberto).
In quell’anno Atenas e l’emittente ESPN organizzarono l' Atenas International Tournament, un quadrangolare di pre-stagione a Córdoba. Vi parteciparono: il Franca (Brasile), il Pau-Lacq-Orthez (Francia), Valencia (Spagna) e naturalmente l'Atenas. Il 26 agosto l'Atenas batté il Valencia 78-74 e poi sconfisse anche il Franca 97-85, vincendo il titolo, nonostante la sconfitta nell'ultima gara contro il Pau Orthez per 69-86.
La stagione ufficiale cominciò con la Copa de Campeones tenutasi a Bahía Blanca, che vinse battendo la squadra locale in finale. Proseguì poi solo nella Liga Nacional: chiuse la prima fase con 22 vittorie in 30 partite, miglior record assoluto. Nel 1999 partecipò anche alla Liga Sudamericana, in un triangolare a Rio de Janeiro contro Vasco da Gama e Guaiqueríes (Venezuela). Si qualificò come seconda del girone e affrontò agli ottavi di finale l'Independiente. Dopo aver perso la prima gara (69-88), pareggiò nella seconda con una vittoria per 72-70, ma perse la decisiva gara tre per 71-77 e fu eliminata.
Concentrata solo sulla Liga Nacional, l' Atenas chiuse la seconda fase con 9 vittorie in 14 gare, accedendo direttamente ai quarti. Superò l'Estud. Olavarría 3 a 1, poi in semifinale batté agevolmente il Pico FC per 3 a 0. In finale ritrovò l'Independiente che lo aveva eliminato nella Liga Sudamericana. Nonostante l’inizio difficile, con una sconfitta in casa per 65-67, vinse gara 2 per 72-67 e le successive due trasferte per 79-71 e 52-47 (partita con meno punti nella storia della Liga), ma perse gara 5 in casa (74-77) e gara 6 in trasferta (68-89). La decisiva gara 7 si giocò il 1º giugno 1999 allo Stadio Carlos Cerutti, davanti a 4500 spettatori: l'Atenas vinse la gara per 70- 58 e conquistò il sesto titolo nazionale della sua storia. Diego Osella fu l’MVP delle Finali.

### Il decennio del 2000
Nella stagione 2000-2001 la squadra era composta da Marcelo Milanesio, Bruno Lábaque, Walter Herrmann, Leonardo Gutiérrez, Roberto Gabini, Andrés Pelussi, gli stranieri Jason Osborne e Danny Moore, e i giovani Damián Filloy, Juan Cáceres, Rodrigo Álvarez ed Emiliano Martina, ed era allenata da Pablo Coleffi. Rispetto alla stagione precedente, Diego Osella aveva lasciato il club per proseguire la carriera nel basket spagnolo. In quella stagione partecipò alla Liga Nacional e alla Copa de Campeones a livello nazionale e, a livello internazionale, prese parte alla Liga Sudamericana.
Nell’Atenas International Tournament del 2000, terza edizione del torneo, parteciparono il Flamengo del Brasile, il Tau Cerámica della Spagna e il Reggio Calabria dell’Italia. La prima partita fu una vittoria per 100 a 95 contro la squadra carioca, nel secondo incontro vinse ancora, 89 a 87 contro la squadra spagnola, e nell’ultima partita si giocò il titolo contro la squadra italiana, che però non riuscì a superare (89 a 91), finendo così come vicecampione del torneo.
La stagione iniziò con la Liga Nacional nel mese di ottobre e, dopo aver disputato nove giornate, il torneo fu sospeso per la realizzazione alla Copa de Campeones a cui l'Atenas partecipava come squadra ospitante, dal momento che si disputava al Polideportivo Carlos Cerutti. Il torneo iniziò con una semifinale contro il Peñarol M. d. Plata, che superò per 101 a 91, mentre nella finale affrontò l’Estud. Olavarría, riproponendo la finale nazionale dell’anno precedente. In quella finale, giocata il 14 novembre, l’Estudiantes si dimostrò superiore e sconfisse la squadra “griega” per 97 a 92. Dopo il torneo riprese la Liga Nacional, dove l'Atenas ottenne 23 vittorie e 7 sconfitte, qualificandosi per il gruppo A1.
A metà della fase A1, la squadra partecipò al gruppo C della Liga Sudamericana, con l’innesto di Diego Osella che fece il suo ritorno al club. Il girone si disputò al Polideportivo di Mar del Plata in tre giorni consecutivi, il 15, 16 e 17 febbraio, e l' Atenas lo condivise con la Template:Basket Universidad Concepcion del Cile, gli NBA Ambassadors degli Stati Uniti e il Deportivo San José del Paraguay. Vinse tutte e tre le partite: 90 a 75 contro i cileni, 93 a 74 contro i paraguaiani e 103 a 93 contro gli statunitensi.
Dopo altre quattro giornate di Liga Nacional, l'Atenas disputò i quarti di finale del torneo internazionale contro il Welcome dell’Uruguay. La serie, al meglio delle tre partite, iniziò il 9 marzo, proprio dopo l’esonero dell’allenatore Pablo Coleffi e l’assunzione di Mario Milanesio come nuovo allenatore. In quella partita, giocata a Montevideo e che segnava il debutto di Milanesio come allenatore, l'Atenas perse e la serie si portò sull’1 a 0. Il 16 marzo ricevette la squadra uruguaiana in casa e dopo averlo battuto 101 a 74, pareggiò la serie. Il giorno seguente, dopo essere stata in svantaggio 70 a 57 al termine del terzo quarto della decisiva gar tre, la squadra riuscì a rimontare nell’ultimo quarto, chiudendo 91 a 86 e accedendo al turno successivo.
Il 23 marzo disputò la prima semifinale contro l’Estud. Olavarría in casa, dove vinse 92 a 81. Il 30 marzo si giocò la seconda partita della serie, a Olavarría, e lì vinse la squadra locale per 79 a 68, pareggiando la serie. Il giorno seguente l' Atenas perse di nuovo, per 80 a 84, e fu eliminata dal torneo.
Terminata la competizione internazionale, l' Atenas concluse al secondo posto la Liga Nacional e si qualificò direttamente ai quarti di finale. Il 25 aprile iniziò la serie, al meglio delle cinque partite, contro il Quilmes M. Plata in casa e vinse nettamente per 94 a 78. Anche la seconda partita fu una vittoria, 104 a 89, e la squadra partì per Mar del Plata sul 2 a 0. Il 30 aprile, all’Estadio Once Unidos, perse 102 a 93 e due giorni dopo subì un’altra sconfitta, 96 a 92, portando la serie a gara 5, in programma a Córdoba. Il 4 maggio però l'Atenas fu eliminata in casa, con il risultato di 92-100 e concluse così la stagione.

#### Settimo titolo nazionale e ritiro di Marcelo Milanesio

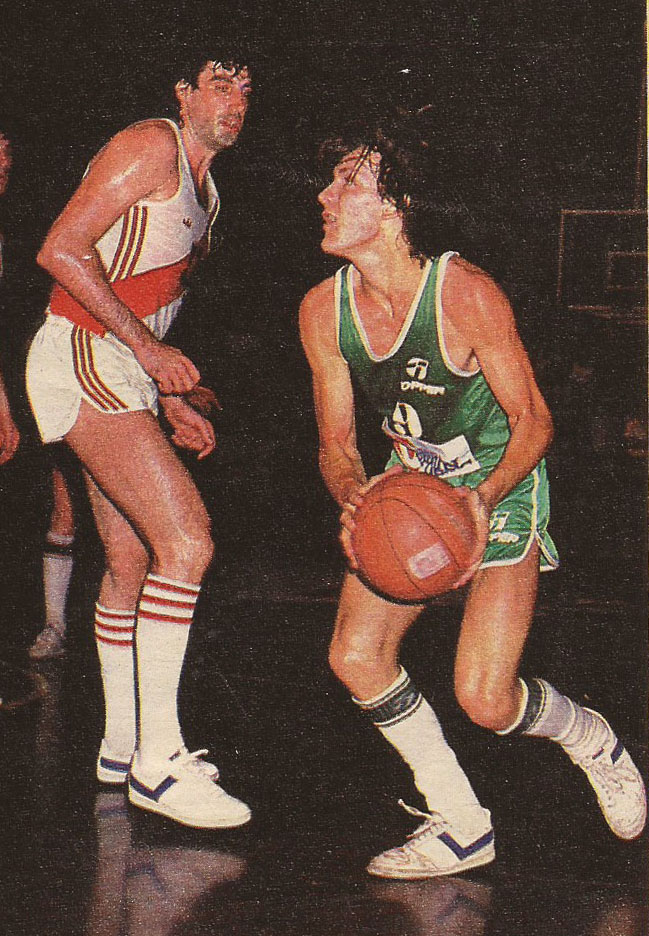
Marcelo Milanesio, qui in azione contro il River negli anni '80, legenda della squadra di Cordoba.

Per la stagione 2001-2002, l'Atenas partecipò unicamente alla Liga Nacional, a causa della deludente annata 2000-2001. Ci fu un cambio di allenatore: arrivò Horacio Seguí, mentre tra i giocatori Marcelo Milanesio annunciò il proprio ritiro al termine della stagione. Facevano parte del gruppo anche i veterani argentini Leonardo Gutiérrez, Bruno Lábaque, Andrés Pelussi e Walter Herrmann, lo statunitense Stanley Easterling e diversi giovani, come la guardia Fernando Funes e l’ala grande Emiliano Martina.
Durante la pre-stagione partecipò alla quarta edizione dell’Atenas International Tournament, con la presenza del Fórum Valladolid (Spagna), Vasco da Gama (Brasile) ed Estud. Olavarría. L’esordio fu contro la squadra spagnola, battuta 85 a 79; successivamente superò anche la formazione brasiliana 97 a 93, giungendo così all’ultimo incontro con la possibilità di riconquistare il titolo: contro l'Estud. Olavarría vinse 101-96, laureandosi nuovamente campione del torneo amichevole.
La nuova stagione della Liga Nacional, che prevedeva un cambio di formato, cominciò con una sconfitta nel clásico contro il Ferro Carril Oeste . Al termine della prima fase, l' Atenas chiuse con 10 vittorie in 14 partite, seconda nel proprio girone, qualificandosi per un nuovo torneo intermedio stagionale: il Torneo Top 4. Questo si disputò con una formula a girone unico presso lo stadio Ángel Malvicino dell’Unión, tra il 9 e l’11 gennaio 2002. La prima partita fu una sconfitta per 75-88 contro l'Estud. Olavarría. Nella seconda gara vinse nettamente contro il Libertad Sunchales per 110 a 83, e chiuse contro Gimnasia La Plata con un’altra vittoria, 84 a 76, che gli lasciava speranze di vittoria finale. Tuttavia, i risultati degli altri incontri non furono favorevoli, e l'Atenas chiuse il torneo al secondo posto.
Il 26 febbraio si concluse la fase regolare della Liga e l'Atenas risultò il miglior team con 23 vittorie e 7 sconfitte, qualificandosi direttamente ai quarti di finale. Il 17 marzo affrontò l'Est. Bahía Blanca, vincendo il primo incontro per 93 a 66, e due giorni dopo anche il secondo per 116 a 81. A Bahía Blanca completò la serie con una vittoria per 95 a 81, accedendo così alle semifinali, dove sfidò il Libertad Sunchales. Il primo incontro, il 1º aprile a Córdoba, fu una netta vittoria per 119 a 81, e anche il secondo fu conquistato dall'Atenas, 101 a 97. L’8 aprile, a Sunchales, Libertad accorciò le distanze vincendo 84 a 77, ma due giorni dopo, nel quarto incontro, l'Atenas vinse in trasferta per 88 a 86, qualificandosi per una nuova finale.
Nella finale della Liga Nacional affrontò il bicampione in carica dell'Estud. Olavarría, che inoltre aveva avuto la meglio sul “griego” in numerose occasioni recenti. La serie cominciò il 29 aprile a Córdoba, poiché l'Atenas era stato il miglior team della fase regolare. Il primo match fu molto combattuto, con l'Atenas sotto di un punto (69-70) all’inizio dell’ultimo quarto, ma alla fine si impose 88 a 82. Il 2 maggio vinse anche il secondo incontro, 104 a 83. A Olavarría, nel terzo match, l'Atenas si impose nuovamente per 91 a 87, ma nel quarto incontro subì una sconfitta per 96 a 90. La partita si concluse in un clima teso: un tifoso locale entrò in campo e aggredì verbalmente Bruno Lábaque, provocando una sospensione del match di circa 20 minuti, a pochi secondi dalla fine. Il 13 maggio, a Córdoba, l'Atenas vinse 87 a 81 e conquistò così il suo settimo titolo nazionale.
Terminata la stagione, la dirigenza dell'Atenas decise di ritirare la maglia numero 9 in onore di Marcelo Milanesio. Milanesio si ritirò dopo 18 stagioni, tutte giocate con la maglia dell'Atenas, con 848 partite disputate e 10.835 punti segnati solo nella Liga Nacional. In seguito fu eletto miglior giocatore della storia della Liga Nacional dal quotidiano La Voz del Interior. Inoltre, fu inserito tra i 25 migliori giocatori emersi dalla Liga dalla Asociación de Clubes de Básquetbol. Per il giornalista Julián Mozo è il secondo miglior giocatore argentino di tutti i tempi.

#### Ottavo titolo nazionale
Nella stagione 2002-2003, Atenas partecipò nuovamente a tornei internazionali, prendendo parte al Campeonato Sudamericano de Clubes. Tra i giocatori, Héctor Campana, che aveva annunciato il suo ritiro al termine della stagione precedente, cambiò idea e decise di proseguire la carriera professionistica ad Atenas, reintegrandosi così nella squadra.
La stagione cominciò ufficialmente con la Copa Argentina, torneo strutturato con eliminatorie andata e ritorno e una fase finale a quattro squadre. L'Atenas si guadagnò l’accesso al quadrangolare finale, disputato all’Estadio Once Unidos di Mar del Plata. Qui affrontò Argentino de Junín, Gimnasia La Plata e Boca Juniors. Vinse i primi due incontri (82-78 e 97-79), ma perse la sfida finale contro il Boca Juniors per 67-84, chiudendo come vicecampione del torneo.
La Liga Nacional di quella stagione cambiò formato: la prima fase prevedeva quattro gruppi da quattro squadre. Atenas fu inserita nel gruppo nord insieme al neopromosso Ben Hur, Libertad e Andino SC. Dopo cinque partite (due vittorie e tre sconfitte), la squadra però si trasferì a Valdivia per partecipare al Campeonato Sudamericano de Clubes. Nel gruppo A, l'Atenas esordì vincendo 127-74 contro Real Santa Cruz (Bolivia), poi perse contro il Defensor Sporting (Uruguay) per 80-84 e vinse contro il Mavort dell'Ecuador per 87-81, e chiuse la fase con una sconfitta 75-81 contro il Delfines de Miranda (Venezuela). Nel girone successivo, superò il Deportivo Valdivia per 96-69 ma perse 67-68 contro il Deportivo San José (Paraguay), in un match controverso deciso da un canestro da due erroneamente convalidato al posto di un potenziale tiro da tre di Diego Lo Grippo. Seguì una protesta di Bruno Lábaque che provocò l’intervento della polizia. Eliminata così dalla corsa al titolo, l'Atenas perse anche l’ultimo incontro per 73-80 contro il Bauru (Brasile).
Tornata dal torneo continentale, l'Atenas vinse l’ultima partita della prima fase della Liga Nacional. Iniziò quindi la fase a play-off per qualificarsi al Torneo Top 4. Nella prima serie, al meglio delle tre, affrontò l'Obras Sanitarias: perse in casa per 92-88, ma vinse i due incontri successivi in trasferta (95-91 e 84-78); successivamente contro il Libertad Sunchales vinse 94-71 in casa, ma perse entrambe le trasferte (72-95 e 89-92) e non accedette al Top 4.
Il resto della stagione fu dedicato solo alla Liga Nacional. A dicembre 2002 Horacio Seguí fu esonerato e sostituito da Oscar "Huevo" Sánchez. Concluse la seconda fase con 22 vittorie in 30 partite, tra cui una striscia di 11 successi consecutivi, piazzandosi al secondo posto e qualificandosi direttamente ai quarti. Nei quarti affrontò il Belgrano S. Nicolás, vincendo 93-74 e 84-72 in casa, e 101-72 in trasferta, accedendo alle semifinali. In semifinale sfidò nuovamente l'Obras Sanitarias. Dopo una faticosa vittoria per 88-85, grazie a un errore avversario nel finale, vinse anche il secondo incontro per 85-77 e il terzo con il risultato di 100-90, conquistando così l’accesso alla sua tredicesima finale nazionale.
Il 14 giugno si giocò la prima gara della finale contro Boca Juniors, la miglior squadra della regular season. Le prime due gare a Buenos Aires furono vinte dal Boca (81-78 e 85-66), portandosi sul 2-0. Tuttavia, l'Atenas rispose in casa con due vittorie (92-87 e 100-92). Il quinto incontro a Buenos Aires vide la vittoria dell'Atenas per 80-78 grazie a un canestro decisivo di Héctor Campana. Con questa vittoria, l'Atenas interruppe anche l’imbattibilità stagionale casalinga del Boca. Il 25 giugno, a Córdoba, l'Atenas vinse 99-89 e conquistò il suo ottavo titolo nazionale e il secondo consecutivo, diventando il primo club a rimontare una finale dallo svantaggio iniziale del 0-2.

#### Stagione 2003-2004: terza Liga Sudamericana e ritiro del “Pichi”
Nella stagione 2003-2004, Atenas partecipò alla Liga Nacional da campione in carica, alla Copa Argentina e alla Liga Sudamericana come rappresentante dell’Argentina. Diego Lo Grippo lasciò il club per continuare la carriera in Spagna, mentre fece ritorno in squadra Diego Osella. L’allenatore fu Mario Milanesio, dopo il rifiuto di Oscar Sánchez di proseguire alla guida della squadra.
Il roster comprendeva: Héctor Campana, Facundo Sucatzky, Juan Pablo Figueroa, Diego Osella, Diego Brezzo, Andrés Pelussi, Pablo Moya, Alejandro Reinick, Guillermo Lábaque e l’americano Josh Pittman.
La stagione iniziò a settembre con la Copa Argentina. L'Atenas eliminò Tucumán BB nella doppia sfida (87-70 e 75-78), poi la La Unión (85-79 e 99-68), e quindi il Regatas S. Nicolás (69-66 e 87-68), ottenendo così l'accesso per la fase finale. Il quadrangolare finale si giocò in casa dell'Atenas, al Polideportivo Carlos Cerutti: la squadra conquistò la vittoria contro l'Argentino de Junín (79-67) e contro il Gimnasia La Plata (85-76), ma uscì sconfitta per 79-83 contro il Boca Juniors nella giornata finale; concludendo così al secondo posto la competizione per il secondo anno consecutivo.
Nel campionato, l'Atenas fu inserita nel girone nord e vinse 10 delle 14 partite, qualificandosi ai play-off per accedere al Torneo Top 4. Superò l'Argentino de Junín (93-82 e 104-73) e poi il Central Entrerriano (84-83 e 91-86). Nel Top 4 giocato a Rafaela vinse contro l'Obras Sanitarias (97-90), il Ben Hur Rafaela (97-89) e infine il Boca Juniors (101-92), aggiudicandosi così per la prima volta il titolo di metà stagione.
Nel 2004 disputò anche la Liga Sudamericana. Inserita nel gruppo C a Córdoba, batté il Llanquihue (89-72), il Trouville (89-77) e il Minas Tênis Clube (82-68), concludendo il raggruppamento da prima in classifica. Nei quarti, dopo una sconfitta pesante a domicilio dei Marinos de Oriente, con il risultato di 106-81, rimontò in casa nelle due sfide successive, vincendo per 91-67 e 93-79, e passò il turno. In semifinale, nel derby argentino contro il Boca Juniors, vinse in casa per 114-109, perse 93-49 in trasferta la seconda sfida, ma si impose nel decisivo terzo incontro per 92-84.
Il 6 aprile l'Atenas disputò la prima partita delle finali, una serie al meglio delle cinque gare, contro l'Unitri/Uberlândia del Brasile, in trasferta. La squadra cordobese arrivò all'incontro inaugurale dopo un viaggio travagliato che le fece perdere un giorno in più per raggiungere il Brasile. Nonostante ciò, Atenas riuscì a imporsi di misura per 83 a 82. Tuttavia, il giorno seguente, nella seconda gara, perse anch'essa di un punto, per 86-85, portando la serie sull'1-1.
A Córdoba, il 13 aprile, l'Atenas vinse la terza partita per 97 a 90, ma il giorno successivo fu sconfitta 113-104 in un match che, a cinque minuti dal termine, degenerò in episodi di violenza con spintoni e risse tra i giocatori. Con la serie nuovamente in parità, il titolo si sarebbe deciso in Brasile con la quinta e decisiva partita. Il 20 aprile, a Uberlândia, l'Atenas iniziò male il match e dopo 4 minuti si trovava sotto 11 a 4, ma riuscì a reagire e chiuse il primo quarto in parità a 19. Nel secondo periodo migliorò il proprio gioco e lo vinse 27 a 21, grazie a un’ottima prestazione di Josh Pittman. Il terzo quarto fu più equilibrato, ma la squadra argentina riuscì a mantenere il vantaggio, che all'inizio dell’ultimo periodo era di 8 punti. I padroni di casa riuscirono a pareggiare l'incontro sul 70 a 70 a tre minuti dal termine, ma grazie all’ingresso in campo di Héctor Campana, che segnò 7 punti decisivi, la squadra grieca riuscì a riprendere il controllo del punteggio e vinse l’incontro 79 a 76. Al termine della partita, alcuni tifosi locali lanciarono oggetti verso i giocatori argentini durante la premiazione, impedendo così il normale svolgimento della cerimonia.
La stagione regolare della Liga Nacional si chiuse con 30 vittorie e 14 sconfitte. Nei quarti, l'Atenas superò il Quilmes M. Plata con un netto 3-1 nella serie . In semifinale però contro il Gimnasia La Plata, perse gara-1 (94-86), vinse gara-2 (86-79) e gara-3 (94-70), ma perse la quarta (79-97) e fu eliminata nella decisiva gara-5 (85-82).
Il 7 luglio 2004, Héctor Campana annunciò ufficialmente il suo ritiro dal basket professionistico. Pochi giorni dopo, Atenas ritirò la maglia numero 5 in suo onore. Campana lasciò il basket con 395 partite giocate in 9 stagioni e 7946 punti segnati nella Liga Nacional.

#### Ritorno di Magnano e nono titolo nazionale
Rubén Magnano tornò al club dopo diverse stagioni, l’ultima delle quali risaliva al campionato 1998-99. In vista della stagione 2008-2009, con Felipe Lábaque nuovamente presidente dell’istituzione, Magnano riprese la guida tecnica della squadra. Insieme a lui arrivò Leonardo Gutiérrez, eletto MVP della stagione precedente, e Juan Manuel Locatelli, mentre vennero rinnovati i contratti di Juan Pablo Figueroa e Bruno Lábaque. Successivamente fu confermato anche Diego Osella, e si unirono gli stranieri Andre Laws e Djibril Kanté. La rosa includeva inoltre Federico Ferrini, Cristian Romero, Bruno Barovero, Juan Cognini e Agustín Thompson.

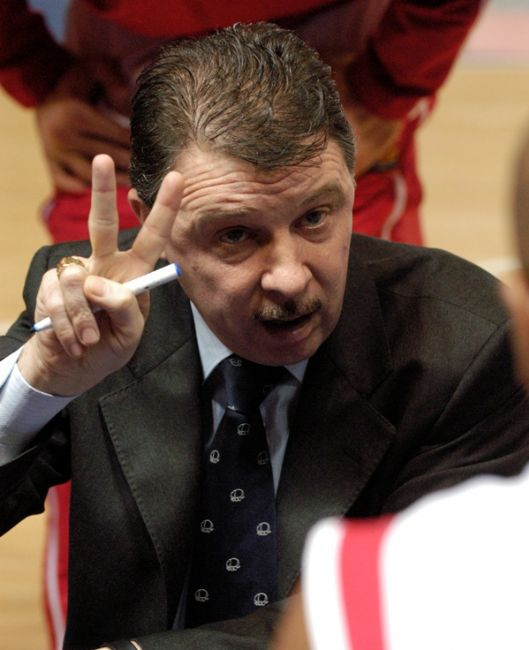
Rubén Magnano, allenatore che ha conquistato 9 trofei alla guida del club grieco.

La stagione cominciò con la settima edizione della Copa Argentina, nella quale l'Atenas condivise il girone con l'Atlético Echagüe, Sionista Paraná e San Martín de Marcos Juárez. Dominò il raggruppamento vincendo le sei partite disputate e accedette così al secondo turno della coppa, una serie al meglio di tre partite contro il Libertad Sunchales, campione argentino in carica allenato da Julio Lamas. Gara 1, disputata a Sunchales, fu vinta nettamente da Atenas per 108 a 77, e anche la seconda sfida fu vinta dagli uomini di Magnano (75 a 68), garantendo così l’accesso al quadrangolare finale.
A Bahía Blanca, l'Atenas affrontò Peñarol M. d. Plata, Boca Juniors e Quimsa. Il primo match contro il Peñarol M. d. Plata, si concluse con una vittoria per 79 a 75. Il secondo incontro, contro il Quimsa, fu nuovamente una vittoria (92 a 79), e quindi la squadra cordobese arrivò alla sfida decisiva in pieno controllo del proprio destino. Il match conclusivo contro il Boca Juniors, determinava il campione: l'Atenas fu superiore e vinse 86-73, conquistando così il suo primo titolo stagionale, il primo dopo diverse stagioni.
«La mia proposta è quella di recuperare la credibilità e il protagonismo dell'Atenas. È da dieci anni che non lo alleno. Sono tornato per cercare di renderlo un prodotto di consumo popolare e, se possibile, tornare a vincere cose importanti.»
— Rubén Magnano, allenatore in quella stagione, dopo aver conquistato la Copa Argentina.
Successivamente cominciò la Liga Nacional, con l’incontro inaugurale contro il Libertad Sunchales, che l'Atenas perse 78 a 57. Quella fu l’unica sconfitta iniziale della squadra, la quale da lì in avanti inanellò 13 vittorie consecutive e si qualificò per il Torneo Súper 8. In quel torneo ristretto alle migliori otto squadre dopo la prima fase di campionato, l'Atenas superò il Quimsa per 77-66 nei quarti, ma venne eliminata in semifinale dall'Obras Sanitarias, che vinse 66-64.
Dopo il Súper 8 proseguì la fase nazionale della Liga, nella quale il club raggiunse un record storico per il numero di vittorie consecutive in una singola stagione: 17 successi, eguagliando il primato stabilito dal Peñarol M. d. Plata nella stagione 1993-94. La striscia vincente si interruppe il 10 dicembre nella trasferta proprio contro il Peñarol M. d. Plata. L'Atenas riuscì inoltre a stabilire un’altra serie di 18 vittorie consecutive in casa, interrotta solo dal Regatas Corrientes nella 17ª giornata della seconda fase. L'Atenas chiuse la stagione regolare in testa alla classifica. Solo nelle ultime giornate la prima posizione fu messa in discussione, ma le 20 vittorie su 30 partite, sommate alle 13 della prima fase, bastarono per garantirgli l’accesso diretto ai quarti di finale e il vantaggio del fattore campo in tutte le serie di play-off.
Nei quarti affrontò il Regatas Corrientes in una serie al meglio di cinque gare. I cordobesi vinsero i primi due incontri (91-69 e 77-67), ma in trasferta il Regatas pareggiò la serie vincendo le due sfide per 80-74 e 80-79. La quinta e decisiva sfida fu dominata dall'Atenas, che si impose 93-69 . In semifinale affrontò il Sionista Paraná, che venne battuto in tre partite per 80-67, 78-67 e 85-79, qualificandosi così per la finale, la prima dopo sei anni.
La serie decisiva fu contro la seconda miglior squadra della stagione, il Peñarol M. d. Plata. I dirigenti dell'Atenas riuscirono a ottenere lo spostamento della sede per le sfide al moderno impianto dell'Orfeo Superdomo, aumentando il prestigio dell’evento. Con 9.000 spettatori sugli spalti, l'Atenas vinse Gara 1 per 69 a 61. Gara 2 fu vinta dagli ospiti (85-75), e la serie si trasferì a Mar del Plata sull’1-1. In trasferta, l'Atenas si riportò in vantaggio vincendo la terza partita 76-74, ma il Peñarol pareggiò ancora con un successo per 77-68 . Gara 5, giocata all’Orfeo, si concluse con una combattutissima vittoria dei padroni di casa per 79-76 dopo un tempo supplementare. Infine, il 24 maggio, a Mar del Plata, l'Atenas vinse nuovamente, chiudendo la serie 4-2 e conquistando così il suo nono titolo nella Liga Nacional de Básquet.

### Declino sportivo e crisi di risultati negli anni 2010
Il decennio 2010–2019 ha segnato per l’Atenas di Córdoba un netto cambio di tendenza rispetto al passato glorioso. Dopo la conquista del nono titolo nazionale nella stagione 2008-2009, la squadra si presentava all'inizio del nuovo decennio ancora tra le principali forze della Liga Nacional de Básquet, ma i risultati sul campo iniziarono presto a mostrare una parabola discendente.
Nelle stagioni immediatamente successive, l'Atenas continuò a essere una presenza fissa nei play-off, ma senza più riuscire a raggiungere le finali. Il miglior risultato nel primo quinquennio del decennio arrivò nella stagione 2010-2011, quando la squadra raggiunse le finali della Liga Nacional, venendo però sconfitta con un netto 4-1 dal Peñarol M. d. Plata. Anche nelle altre competizioni nazionali come il Torneo Súper 8, dove l'Atenas mantenne una certa competitività, accedendo più volte alla fase finale, senza però mai vincere il trofeo.
Dal 2012 in avanti, la situazione si fece più complicata. I cambi di allenatori furono frequenti e la squadra faticava a trovare continuità. I roster venivano rinnovati ogni anno, con stranieri spesso poco incisivi e un vivaio che, pur producendo qualche talento, non bastava a compensare il calo complessivo di qualità. Nella stagione 2013-2014 della Liga Nacional, l'Atenas concluse al quinto posto la classifica finale della prima fase, mostrando sprazzi della sua tradizione vincente, qualificandosi per la fase di ripescaggio come la prima testa di serie, ma uscì sconfitta nella sfida contro il Quimsa per 3-1, venendo subito eliminata.
Nel biennio 2015-2016 e 2016-2017, la squadra viaggiò nella metà bassa della classifica, rischiando per la prima volta seriamente di doversi confrontare con la lotta per la permanenza. La storica superiorità interna si stava sgretolando e i rivali tradizionali come il Peñarol M. d. Plata, il Regatas Corrientes o il Quimsa apparivano ormai distanti.
Il colpo più duro arrivò nella stagione 2018-2019 della Liga Nacional, quando l'Atenas chiuse il campionato al penultimo posto della fase regular con sole 12 vittorie e 26 sconfitte. Questo risultato costrinse la squadra a disputare la serie per la permanenza nella massima divisione. In quell’occasione, riuscì a salvarsi vincendo la serie contro il Quilmes M. Plata con un netto 3-0, conservando così il posto nella Liga Nacional per la stagione successiva.

### Il tracollo: retrocessione e ricostruzione negli anni 2020
Il secondo decennio degli anni duemila si è aperto per l'Atenas in un clima di profonda instabilità tecnica e sportiva, segnato da risultati negativi e continui cambi di allenatore e giocatori. La stagione 2019-2020 della Liga Nacional venne interrotta prematuramente a causa della pandemia di COVID-19, con il campionato sospeso e senza assegnazione del titolo, ma già nella prima fase della stagione il rendimento della squadra era stato deludente.
Le stagioni successive hanno mostrato un declino ancora più marcato. Nonostante gli sforzi della dirigenza per costruire rose competitive, il club non riuscì mai a trovare continuità. La Liga Nacional 2020-2021 si chiuse nuovamente con una drammatica salvezza ottenuta solo dopo la vittoria dello spareggio; l'Atenas concluse la classifica generale della lega al penultimo posto, con 13 vittorie e 27 sconfitte, che portà la squadra a disputare nuovamente gli spareggi per la permanenza nella Liga Nacional. La squadra grieca riuscì però per la seconda volta a mantenere il suo posto nella massima serie, aggiudicandosi per 2-0 la serie dello spareggio contro il Bahía Basket.
L’annata successiva, portò all'Atenas una stagione più tranquilla nella Liga Nacional 2021-2022, che venne conclusa con il tredicesimo posto nella classificata finale, la squadra mancò l'accesso alla seconda fase del campionato, solo per la differenza punti negli scontri diretti con il San Lorenzo, ma mantenne la categoria per la stagione successiva.

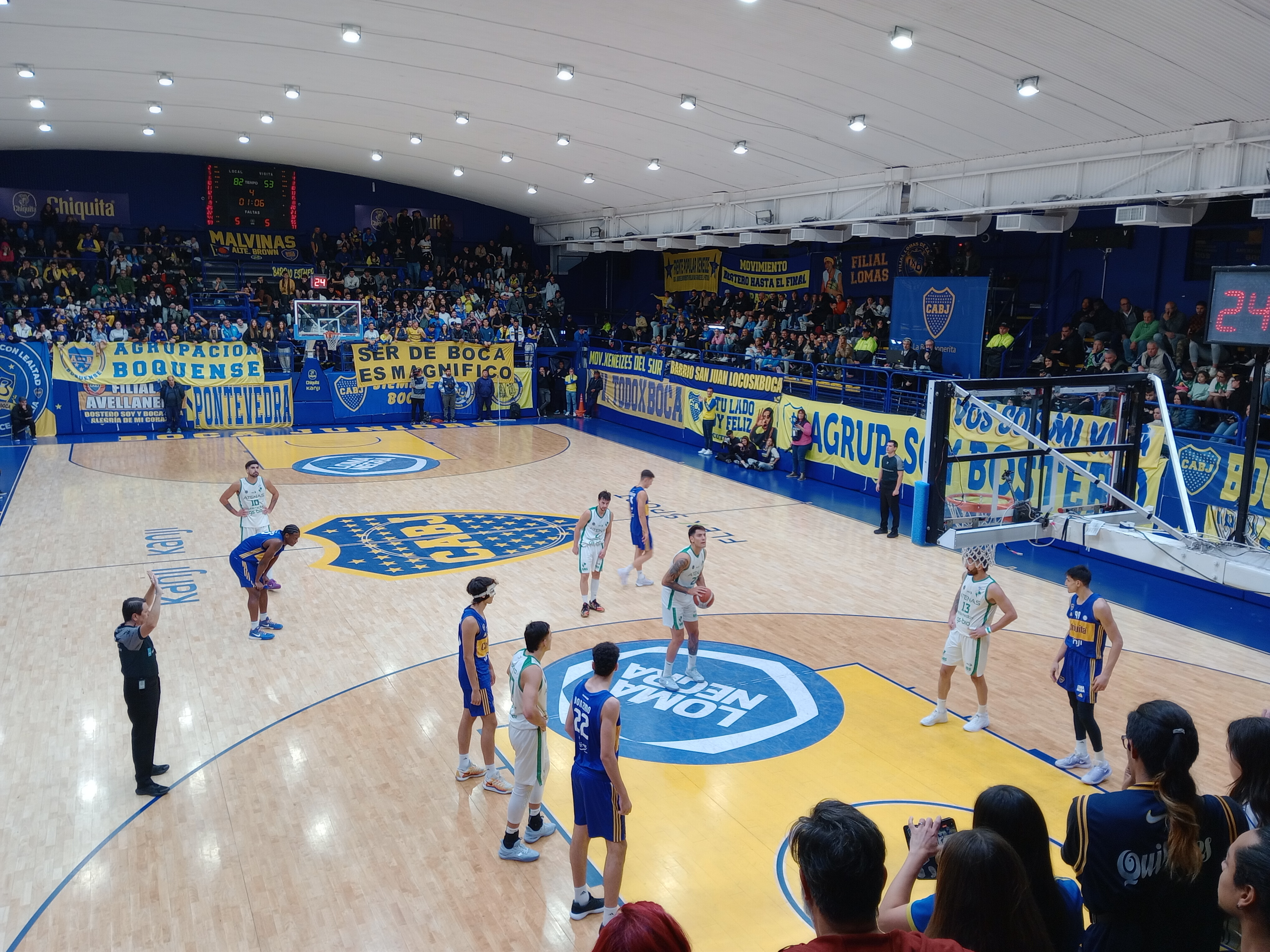
L'Atenas (maglia bianca) impegnata sul campo del Boca nella LNB 2024-2025.

Ma nella stagione 2022-2023 della Liga Nacional, le prestazioni dell'Atenas crollarono e la squadra concluse all’ultimo posto della classifica generale, con solo 4 vittorie in 38 partite di fase regolare, peggior performance della sua storia nella Liga Nacional.
Il pessimo piazzamento lo costrinse a disputare, per la terza volta nella sua storia, la serie di spareggio per la permanenza contro il San Lorenzo; il San Lorenzo si impose nelle prime due gare giocate a Buenos Aires, portandosi ad una partita dalla vittoria, ma l'Atenas rispose vincendo entrambi le sfide giocate a Córdoba (Argentina)|Córdoba]. La permanenza nella massima serie si decise nella gara 5 giocata a Buenos Aires, dove il San Lorenzo però si impose per 73-62, sancendo la retrocessione dell'Atenas per la prima volta in 38 anni, mettendo fine alla sua storica presenza ininterrotta nella Liga Nacional sin dalla prima edizione nel 1985.
Il colpo fu durissimo, e il club decise di ripartire partecipando alla La Liga Argentina, la seconda categoria, nella stagione 2023-2024. L’obiettivo fu da subito quello di tornare nella massima serie, puntando su giovani talenti, il ritorno di alcuni veterani e una gestione più sostenibile. La stagione regolare fu positiva e l'Atenas chiuse al terzo posto nella zona norte. Dopo aver superato l' Unión Mar del Plata, il Villa San Martin e Sportivo Suardi, approdò alla finale per la promozione contro il Racing de Chivilcoy. La serie, giocata al meglio delle cinque partite, si concluse 3-2 a favore della squadra cordobesa. Il 1º luglio 2024, vincendo 82-69 gara-5 al Polideportivo Carlos Cerutti, Atenas ottenne la promozione e sancì così il proprio ritorno in Liga Nacional per la stagione 2024-2025, riportando entusiasmo a Córdoba e al basket argentino.

## Palazzetti

### Palazzetto "Corazón de María"
Durante le prime stagioni nella massima divisione nazionale, Atenas utilizzò il Gimnasio Corazón de María, un impianto polivalente di proprietà dell’omonimo istituto scolastico situato in via Jerónimo Cortez 460. La struttura disponeva di una capienza di circa 2.000 spettatori ed è stato il primo vero “campo di casa” del club nella Liga Nacional.

### Polideportivo Municipal Carlos Cerutti
L’arena, che può ospitare fino a 3.500 spettatori, prende il nome da Carlos Cerutti, giocatore dell’Atenas deceduto in un incidente automobilistico nel maggio 1990. Considerato una delle promesse più brillanti del basket argentino in quegli anni, Cerutti era a bordo di una Peugeot 504 coinvolta in un grave schianto nella città di Morteros. Dopo 14 giorni di ricovero in ospedale, il giovane cestista perse la vita.
Nel 2021, l’arena è stata ristrutturata dal Comune di Córdoba: i lavori hanno incluso l’installazione di nuovi dispositivi a LED, la tinteggiatura, il rifacimento del tetto e del parquet. Fino a quel momento, tutte le spese di manutenzione erano state sostenute direttamente dal club.
Nel 2023, le autorità locali hanno deciso di rendere omaggio ad alcune delle figure più emblematiche del basket cordobese nella storia della Liga Nacional: diversi settori dell’impianto sono stati intitolati a giocatori e allenatori leggendari, tra cui Marcelo Milanesio, Rubén Magnano, Fabricio Oberto e Héctor Campana.

### Estadio Estructuras Pretensa – Atenas
Nel 2024, il club ha inaugurato un nuovo stadio di proprietà, costruito nello stesso terreno in cui si trova la sede sociale dell’istituzione. L’impianto è stato aperto ufficialmente nel maggio 2024 con un concerto del cantante Abel Pintos. La nuova arena ha una capienza di 3500 posti a sedere per eventi di pallacanestro (tutti in tribuna) e può arrivare a 6000 spettatori per concerti e spettacoli. Il club è inoltre impegnato in trattative per l’acquisizione di due abitazioni adiacenti, allo scopo di ampliare ulteriormente la capienza del nuovo impianto.

## Rivalità
L'Atenas mantiene attualmente una forte rivalità con l’IACC Córdoba, alimentata dal fatto che entrambe le squadre rappresentano la città di Córdoba. Il primo confronto tra i due club in ambito nazionale risale alla stagione 1985, durante la prima edizione della Liga Nacional. Tuttavia, l’Instituto retrocesse l’anno successivo e non tornò nella massima serie fino al 2015, anno del suo nuovo accesso in prima divisione. Nella Liga Nacional, il bilancio degli scontri diretti pende a favore dell'IACC Córdoba con 11 vittorie a 5, mentre nel Torneo Súper 20 il computo è in parità, 3 a 3. Sommando entrambe le competizioni, il bilancio complessivo è 14 vittorie a 8 per l'Instituto.
Storicamente, l'Atenas ha anche avuto una grande rivalità con Ferro Carril Oeste di Buenos Aires, che risale agli inizi della Liga Nacional, quando entrambe erano tra le squadre dominanti. Questo confronto fu considerato il primo vero clásico del campionato argentino.
Altre rivalità degne di nota sono quelle con il Boca Juniors, avversario in diverse finali di campionati e tornei, e soprattutto con Basket Peñarol M. d. Plata, club con il quale condivide il titolo di squadra più vincente e rappresentativa della storia della Liga. I confronti con Peñarol sono numerosi e includono sfide decisive in campionati e tornei di prestigio.

## Statistiche squadra

### Partecipazione ai campionati
| Livello | Categoria                | Partecipazioni | Debutto   | Ultima stagione | Totale |
| 1º      | Liga Nacional de Básquet | 37             | 1985      | 2024-2025       | 38     |
| 2º      | La Liga Argentina        | 1              | 2023-2024 | 2023-2024       | 38     |

### Partecipazione alle coppe nazionali
| Categoria                | Partecipazioni | Debutto   | Ultima stagione | Totale |
| Copa Argentina           | 9              | 2002      | 2010            | 28     |
| Torneo Súper 8           | 5              | 2006      | 2013            | 28     |
| Torneo Copa de Campeones | 4              | 1997      | 2000            | 28     |
| Torneo Súper 20          | 5              | 2017      | 2021            | 28     |
| Torneo Súper 4           | 5              | 2001-2002 | 2003-2004       | 28     |

### Partecipazione alle competizioni internazionali
| Categoria                         | Partecipazioni | Debutto   | Ultima stagione | Totale |
| Liga Sudamericana                 | 9              | 1997      | 2011            | 25     |
| FIBA Americas League              | 2              | 2009-2010 | 2019            | 25     |
| Campeonato Panamericano de Clubes | 4              | 1993      | 1997            | 25     |
| Campeonato Sudamericano de Clubes | 7              | 1988      | 2002            | 25     |
| Torneo Interligas de Básquet      | 2              | 2010      | 2011            | 25     |
| McDonald's Open                   | 1              | 1997      | 1997            | 25     |

## Statistiche individuali
Statistiche riferite solo alla Liga Nacional.
- 943  Diego Osella
- 848  Marcelo Milanesio
- 843  Bruno Lábaque
- 395  Héctor Campana
- 358  Juan Pablo Figueroa

- 10.835  Marcelo Milanesio
- 10.608  Diego Osella
- 7.977  Bruno Lábaque
- 7.946  Héctor Campana
- 4.293  Donald Jones

## Palmarès

### Competizioni nazionali
- Liga Nacional de Básquet (9) (record)

1987, 1988, 1990, 1991-1992, 1997-1998, 1998-1999, 2001-2002, 2002-2003, 2008-2009
- La Liga Argentina (1)

2023-2024
- Torneo Copa de Campeones (2)

1998, 1999
- Torneo Súper 8 (1)

2010
- Copa Argentina (5)

2008
- Torneo Top 4 (1)

2003

### Competizioni internazionali
- Liga Sudamericana (3)

1997, 1998, 2004
- Campeonato Sudamericano de Clubes (2)

1993, 1994
- Campeonato Panamericano de Clubes (1)

1996

### Altri titoli
- Torneo de la Asociación Cordobesa (12)

1949, 1950, 1951, 1952, 1954, 1955, 1956, 1957, 1959, 1974, 1981, 1984
- Atenas International Tournament (3)

1998, 1999, 2001

## Organico

### Roster 2024-2025
Il roster per la stagione 2024-2025
|    | Naz.                   | Ruolo | Sportivo             | Anno | Alt. | Peso |  |
| -- | ---------------------- | ----- | -------------------- | ---- | ---- | ---- |  |
| 1  | Stati Uniti (bandiera) | AG    | Nakye Sanders        | 1997 | 203  | 109  |  |
| 2  | Argentina (bandiera)   | G     | Máximo Araujo        | 2002 | 183  | 80   |  |
| 4  | Argentina (bandiera)   | PG    | Manuel Buendía       | 1994 | 178  | 77   |  |
| 8  | Argentina (bandiera)   | PG    | Nicolás Zurschmitten | 1995 | 183  | 84   |  |
| 10 | Argentina (bandiera)   | AG    | José Ignacio Montero | 1994 | 194  | 90   |  |
| 13 | Argentina (bandiera)   | AG    | Lucas Arn            | 1988 | 197  | 92   |  |
| 14 | Spagna (bandiera)      | C     | Toni Vicens          | 1989 | 203  | 100  |  |
| 17 | Argentina (bandiera)   | AP    | Leonardo Lema        | 1997 | 201  | 95   |  |
| 22 | Argentina (bandiera)   | AP    | Jerónimo Maidana     | 2004 | 201  | 89   |  |
| 32 | Argentina (bandiera)   | AG    | Carlos Buemo         | 1995 | 195  | 95   |  |
| 66 | Argentina (bandiera)   | G     | Tiago Tomatis        | 2006 | 194  | 88   |  |
| 77 | Argentina (bandiera)   | AP    | Juan Cruz Oberto     | 1996 | 200  | 92   |  |
| -  | Argentina (bandiera)   | G     | Lisandro Bernabei    | 2004 | 190  | 86   |  |

### Staff tecnico
| Ruolo                | Nome             |
| -------------------- | ---------------- |
| Capo Allenatore      | Gustavo Peirone  |
| Assistente           | Gustavo Rossotto |
| Assistente           | Lucas Barci      |
| Preparatore atletico | Pablo Guzmán     |
| Medico squadra       | Roberto Giacossa |
| Fisioterapista       | Hernán Borda     |
| Fisioterapista       | Gabriel Basualdo |
| Team manager         | Germán Baralle   |
| Addetto stampa       | Mirco Brkljacic  |

## Cestisti

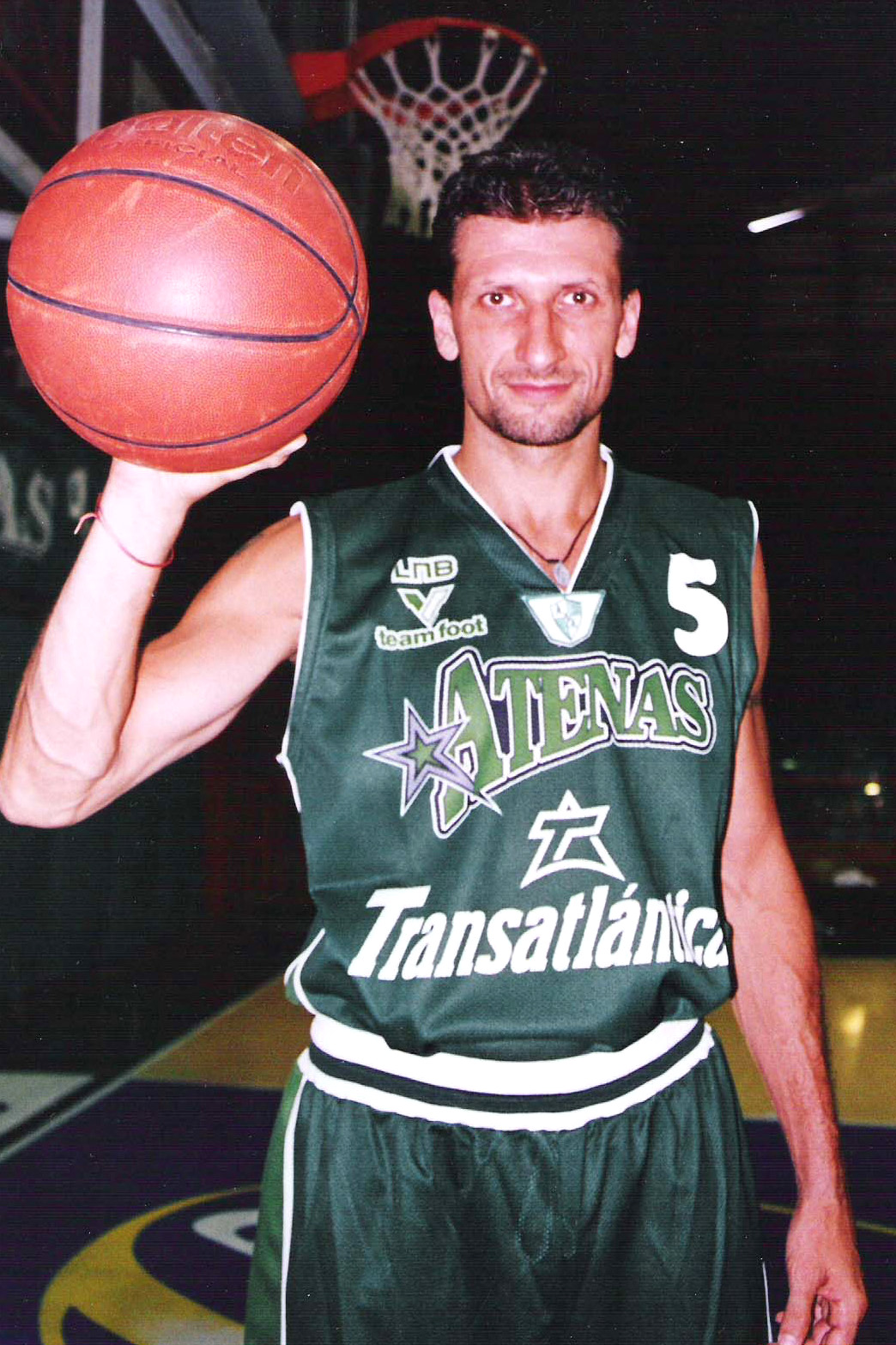
Héctor Campana, giocatore storico del club

Argentini:
- Gastón Blasi
- Héctor Campana
- Carlos Cerutti
- Carlos Colla
- Juan Espil
- Germán Filloy
- Luis "Chuzo" González
- Leonardo Gutiérrez
- Walter Herrmann
- Bruno Lábaque

- Matías Lescano
- Medardo Ligorria
- Diego Lo Grippo
- Gabriel Mikulas
- Marcelo Milanesio
- Mario Milanesio
- Fabricio Oberto
- Juan Pablo Figueroa
- Diego Osella
- Leandro Palladino

- Andrés Pelussi
- Fernando Prato
- Patricio Prato
- Gabriel Riofrío
- Leopoldo Ruiz Moreno
- Facundo Sucatzky
- Luis Villar
- Juan Manuel Locatelli
- Juan Pablo Cantero

Stranieri:
- Donald Jones
- Steve Edwards
- Thomas Jordan
- Wallace Bryant
- Norton Barnhill
- Jervis Cole
- Djibril Kanté
- Andre Laws

- Byron Wilson
- Kennard Winchester
- Terry Catledge
- Stacey King
- Dwayne Jones
- Ryan Humphrey
- Darington Hobson
- Ben Gillery

- Lee Mayberry
- Pete Mickeal
- Ron Moore
- Keith Tower
- Benoit Benjamin
- Patricio Briones

### Numeri ritirati

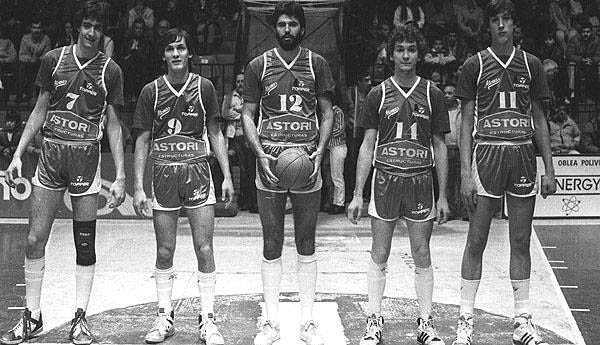
Il quintetto dell'Atenas nella stagione '88: Carlos Cerutti, Marcelo Milanesio, Germán Filloy, Mario Milanesio, Diego Osella.

| Numeri ritirati dall'Atenas |                      |                   |      |                                            |                 |
| N°                          | Naz.                 | Giocatore         | Pos. | Periodo                                    | Data ritiro     |
| 5                           | Argentina (bandiera) | Héctor Campana    | G    | 1987-1988, 1991-1992, 1996-2000, 2002-2004 | 5 novembre 2005 |
| 7                           | Argentina (bandiera) | Bruno Lábaque     | PG   | 1994-2003, 2006-2009, 2010-2017            | novembre 2017   |
| 9                           | Argentina (bandiera) | Marcelo Milanesio | PG   | 1982-2002                                  | 5 novembre 2005 |
| 11                          | Argentina (bandiera) | Diego Osella      | C    | 1988-1992, 1993-2001, 2003-2010            | 8 novembre 2011 |

## Allenatori
L'elenco fa riferimento solo all'epoca professionistica, dal 1985.
- Walter Garrone (1985-1993)
- Rubén Magnano (1993-1994)
- Medardo Ligorria (1994-1995)
- Rubén Magnano (1995-1999)
- Medardo Ligorria (1999-2000)
- Pablo Coleffi (2000-2001)
- Mario Milanesio (2001)
- Horacio Seguí (2001-2002)
- Oscar "Huevo" Sánchez (2002-2003)
- Mario Milanesio (2003-2005)
- Enrique Tolcachier (2005-2006)
- Mario Milanesio (2006-2007)
- Medardo Ligorria (2007)
- Carlos Bualo (2007-2008)
- Rubén Magnano (2008-2009)
- Alejandro Lotterio (2009, interim)
- Oscar "Huevo" Sánchez (2010)

- Sebastián González (2010-2011)
- Néstor "Che" García (2011-2012)
- Alejandro Lotterio (2012-2013)
- Martín "Polo" López (2013)
- Mario Milanesio (2013)
- Martín "Polo" López (2013-2014)
- Marcelo "Pepa" Arrigoni (2013-2014)
- Pablo D'Angelo (2014)
- Gustavo Miravet (2014-2015)
- Carlos Romano (2015-2016)
- Adrián Capelli (2016)
- Gustavo Rossotto (2016, interim)
- Gustavo Miravet (2016-2017)
- Osvaldo Arduh (2017)
- Nicolás Casalanguida (2017-2019)
- Osvaldo Arduh (2019-2020)
- Cristian Colli (2020-2021)

- Nicolás Arduh (2020-2021)
- Sebastián Saborido (2021)
- Claudio Arrigoni (2021-2023)
- Gustavo Peirone (2023-in carica)